# Unió Valencianista Regional
Unió Valencianista Regional (UVR) fou un partit regionalista valencià fundat pel banquer Ignasi Villalonga i Villalba el 1918. Era un antic militant de la Joventut Valencianista que el 1917 amb Eduard Martínez i Ferrando i Salvador Ferrandis i Luna s'havia entrevistat amb Francesc Cambó. Aviat aconseguí el suport d'un sector de la burgesia financera valenciana i un sector de Lo Rat Penat, i el 1918 va recollir els seus principis ideològics en la Declaració Valencianista, subscrita conjuntament amb la Joventut Valencianista. El seu òrgan era La Correspondencia de Valencia, dirigit per Maximilià Thous i Orts
El partit fou inaugurat al Teatre Principal de València amb un discurs d'Ignasi Villalonga en valencià, i aconseguí que el 1919 es discutís a la diputació una ponència sobre regionalisme. Mostrava una important influència de la Lliga Regionalista i de l'Assemblea de Parlamentaris, acceptava la unitat nacional dels territoris de parla catalana, i hi propugnà un estat valencià amb capacitat de mancomunar-se amb altres en una Federació espanyola o ibèrica. Fou el bressol dels més destacat intel·lectuals valencianistes de la primera meitat del segle XX: Pasqual Asins i Bayarri, Francesc Caballero i Muñoz, Enric Navarro i Borràs, Carles Salvador, Francesc Almela i Vives, Adolf Pizcueta i Joaquim Reig i Rodríguez.
Tot i no obtenir èxit a les eleccions generals de 1919 ni a les municipals, va assolir una certa presència arreu del País Valencià. Quan es proclamà la dictadura de Miguel Primo de Rivera el 1923 una part del partit la va acceptar, de la mateixa manera que ho va fer la Lliga Regionalista, però un sector no acceptà i s'escindí per fundar el setmanari Pàtria Nova, que també donà nom al seu grup.
Quan es proclamà la Segona República Espanyola tornà a reprendre les activitats, dirigida ara per Joaquim Reig i Rodríguez. A les eleccions municipals del 1931 va aconseguir un regidor a l'ajuntament de València, en la llista de les dretes, però va formar un grup municipal valencianista amb dos regidors de l'Agrupació Valencianista Republicana, elegits a la llista de les esquerres. Unió Valencianista participà també en les campanyes a favor de l'Estatut del País Valencià, però es va dissoldre el 1933, ja que el seu ideari havia estat adoptat per altres grups valencianistes.
La Unió Valencianista Regional va suposar la primera formació política formalment valencianista de la història contemporània valenciana. Tot i el seu fracàs electoral, de la UVR van sorgir diferents quadres que nodririen el valencianisme de les dos dècades posteriors, i que s'adscriurien com a minories a formacions que anirien des de la Dreta Regional Valenciana o a l'Agrupació Valencianista Republicana, gèrmen del Partit Valencianista d'Esquerra.